# Чавес, Фидель
Фидель Чавес де ла Торре (исп. Fidel Chaves de la Torre; род. 27 октября 1989, Минас-де-Риотинто, Андалусия) — испанский футболист, вингер клуба «Альбасете».

## Клубная карьера
Профессиональный дебют состоялся за резервную команду «Рекреативо» в сезоне 2008/09 в Терсере. 15 мая 2010 дебютировал за основной состав «Рекреативо» в Сегунде в матче против «Кордовы».
"
12 июля 2012 перешёл в состав клуба «Эльче». Он был основным игроком в первом сезоне и помог клубу спустя 24 лет «бело-зеленым» вернуться в Ла Лиге.
19 августа 2013 года дебютировал в Ла Лиге, сыграв 33 минуты, в матче против «Райо Вальекано» (0:3). Свой первый гол в высшем дивизионе забил 20 октября в матче против «Реал Бетиса» (2:1).
9 июля 2014 года был отдан в аренду в команду «Кордова». В мае 2015 Фидель подписал контракт с «халифами» на постоянной основе.
19 июля 2016 года подписал пятилетний контракт с клубом «Альмерия».
В июне 2018 года Чавес перешёл в футбольный клуб «Лас-Пальмас».
14 июня 2019 года вернулся в «Эльче».
1 февраля 2024 года Фидель подписал 18-месячный контракт с «Альбасете», выступающий во втором дивизионе.